# لوسیانو لولو
لوسیانو لولو (انگلیسی: Luciano Lollo؛ زادهٔ ۲۹ مارس ۱۹۸۷) بازیکن فوتبال اهل آرژانتین است.
از باشگاه‌هایی که در آن بازی کرده‌است می‌توان به باشگاه فوتبال رئال مادرید اشاره کرد.